# Тартак (Гомельская область)
Тартак (бел. Тартак) — деревня в Боровском сельсовете Лельчицкого района Гомельской области Беларуси.

## География
В 22 км на юго-запад от Лельчиц, в 67 км от железнодорожной станции Мозырь (на линии Калинковичи — Овруч), в 240 км от Гомеля.
На западе река Уборть (приток реки Припять), на юге сеть мелиоративных каналов соединённых с рекой Уборть.

## История
Обнаруженные археологами рядом с деревней поселения раннего железного века и ранне-феодального времени свидетельствуют о активной деятельности человека в этих местах в далекие времена. Согласно письменным источникам известна с XIX века как деревня в Тонежской волости Мозырского уезда Минской губернии. Согласно ревизских материалов 1834 года слобода. В 1850 году владение помещика Булгака. В 1879 году обозначена в числе селений Милошевичского церковного прихода.
В 1931 году организован колхоз. Во время Великой Отечественной войны в сентябре 1943 года оккупанты сожгли деревню и убили 33 жителей. Согласно переписи 1959 года в составе колхоза «Звезда» (центр — деревня Боровое). Располагалась начальная школа.

## Население
- 1834 год — 12 дворов.
- 1908 год — 23 двора, 163 жителя.
- 1917 год — 185 жителей.
- 1925 год — 39 дворов.
- 1940 год — 48 дворов, 258 жителей.
- 1959 год — 325 жителей (согласно переписи).
- 2004 год — 39 хозяйств, 76 жителей.

## Транспортная сеть
Транспортные связи по просёлочной, затем автомобильной дороге Глушковичи — Лельчицы. Планировка состоит из 2 частей: южной (небольшая улица почти меридиональной ориентации с 2 переулками) и северной (улица меридиональной ориентации с переулками). Застройка преимущественно двусторонняя, деревянная, усадебного типа.